# Vjetroelektrana Debelo brdo
VE Debelo brdo, vjetroelektrana u BiH. Planira ju se graditi na lokaciji Debelo brdo u općini Kupresu. Vlada Federacije Bosne i Hercegovine je sredinom ožujka 2015. dala prehodnu suglasnost Federalnom ministarstvu energije, rudarstva i industrije za izdavanje energetske dozvole za ovu vjetroelektranu. Suglasnost je dobila tvrtka Koncig d.o.o. iz Posušja. Instalirana snaga bit će 54 MW (18x3 MW) a planirana godišnja proizvodnja od 120-150 GWh.